# Route nationale 1135
Die Route nationale 1135, kurz N 1135 oder RN 1135, ist eine französische Nationalstraße, die einen Teil der Umgehungsstraße von Bar-le-Duc repräsentiert.

## Streckenverlauf
Der Streckenverlauf beginnt beim Château de Marbeaumont auf dem Gemeindegebiet von Bar-le-Duc am Kreisel mit der Route départementale 1916 und führt dann in südwestlich Richtung entlang am Canal de la Marne au Rhin als Avenue du 8 Mai 1945 entlang. Die Straße umquert Longeville-en-Barrois und überquert dann die Bahnstrecke Paris–Strasbourg. Nach etwa sechs Kilometern endet die Strecke am Kreisel mit der Route nationale 135.